# Куда приводят мечты (альбом)
«Куда́ приво́дят мечты́» — третий студийный альбом группы UMA2RMAN, выпущенный 14 марта 2008 года на музыкальном лейбле Velvet Music.
Песня «Припева нет» была создана в стиле брит-поп под впечатлением песни группы Blur «Song 2».

## Список композиций
1. Не позвонишь (вокал — Patricia Kaas) — 3:15
2. В городе лето — 3:04
3. Припева нет — 3:01
4. Куда приводят мечты — 4:28
5. Че Гевара — 4:27
6. Папины дочки — 3:01
7. Записка — 4:30
8. Любовь на сноуборде (вокал — Людмила Гурченко) — 2:26
9. Весеннее обострение — 3:32
10. Дождь — 3:29
11. Блюз — 3:27
12. Кажется — 3:59
13. Париж (при участии Patricia Kaas) — 3:48
14. Калифорния — 4:13
15. Женщина — 4:14
16. Романс — 3:02
17. Дождись (вокал — Timati) — 3:30

## Рецензии
Позитивный, добрый, оптимистичный альбом с симпатичными мелодиями, потрясающими аранжировками. Безо всякого пафоса, надрыва. Многие композиции, если их активно раскручивать, - потенциальные хиты. Здорово, что в записи активно использовались живые инструменты..
— пишет Сергей Соседов на сайте KM.RU
Алексей Мажаев ("InterMedia") отметил отсутствие у группы стилистических подвижек и её переход в категорию нишевых музыкантов: ""Уматурман" честно выполняет свою работу: шутит, ввязывается в дуэты, вымучивает очередное послание Уме Турман, но однообразие музыки не то чтобы сводит эти усилия на нет, но размывает впечатление от удачных мест альбома." В положительном ключе критик отметил "Любовь на сноуборде" и "Весеннее обострение".